# Kontorpakke
En kontorpakke er en samling applikationsprogrammer til almen kontorbrug. Kontorpakker indeholder typisk tekstbehandling, regneark og en mailklient (elektronisk post). Mange kontorpakker har også et præsentationsprogram og en eller anden form for database. Desuden kan forskellige tegneprogrammer og andre programmer være inkluderet. Microsoft leverer et DTP-program med den store kontorpakke. 
Kontorpakker findes både gratis som f.eks. OpenOffice, LibreOffice og Google Docs og som betalbare pakker som f.eks. Microsoft Office, Apple iWorks, Corel Office og WordPerfect Office.
Nogle kontorpakker giver mulighed for let at have dokumenter af forskellig slags liggende på en server på internettet, så de er tilgængelige fra forskellige maskiner og for forskellige brugere. 